# تيكيست توفا
تيكيست توفا (من مواليد 26 يناير 1987): عداءة أثيوبية متخصصة في سباقات الماراثون. وكانت الفائزة في ماراثون شنغهاي الدولي عام 2014، مسجلة رقما قياسيا جديد وأفضل وقت شخصي له (02:21:52). وكانت صاحبة المركز السادس في ماراثون لوس انجلوس عام 2013 بتوقيت (2013 02:28:04)، وأنهت ماراثون أوتاوا عام 2014 بتوقيت (02:24:32)،  كما فازت بماراثون لندن 2015 بزمن (02:23:22).